# Mougoudou
Mougoudou est une localité du Cameroun située dans la commune de Moutourwa, le département du Mayo-Kani et la Région de l'Extrême-Nord, au pied des monts Mandara, à proximité de la frontière avec le Tchad.

## Population
Mougoudou comptait 441 habitants, dont 218 hommes et 223 femmes, lors du dernier recensement de 2005.